# 41-я танковая бригада
41-я танковая  Краснознамённая   бригада  — танковая бригада Красной армии в годы Великой Отечественной войны.
Сокращённое наименование — 41 тбр.

## Формирование и организация
Бригада начинала формирование 30 ноября 1941 г. в Ульяновске на базе 26-го танкового полка, в основном из призывников Куйбышевской и Пензенской областей. Её дальнейшее сколачивание и боевая подготовка проходили в Московском автобронетанковом учебном центре, с 22 декабря 1941 г. в Москве, с 8 января 1942 г. в пос. Красноармейский Московской области. Закончила формирование 2 мая 1942 г.
Директивой УФ-290 от 15.04.1942 г. бригада переведена на новые штаты и включена в состав 5-го тк.

## Боевой и численный состав
Бригада формировалась по штатам №№ 010/303-010/310 от 09.12.1941 г.:
- Управление бригады [штат № 010/303]
- Рота управления [штат № 010/304]
- Разведывательная рота [штат № 010/305]
- 280-й отд. танковый батальон [штат № 010/306]
- 281-й отд. танковый батальон [штат № 010/306]
- Мотострелково-пулемётный батальон [штат № 010/307]
- Ремонтно-восстановительная рота [штат № 010/308]
- Автотранспортная рота [штат № 010/309]
- Медико-санитарный взвод [штат № 010/310]

Директивой УФ-290 от 15.04.1942 г. переведена на штаты №№ 010/345-010/352 от 15.02.1942 г.:
- Управление бригады [штат № 010/345]
- 280-й отд. танковый батальон [штат № 010/346]
- 281-й отд. танковый батальон [штат № 010/346]
- Мотострелково-пулемётный батальон [штат № 010/347]
- Противотанковая батарея [штат № 010/348]
- Зенитная батарея [штат № 010/349]
- Рота управления [штат № 010/350]
- Рота технического обеспечения [штат № 010/351]
- Медико-санитарный взвод [штат № 010/352]

Директивой ГШ КА № орг/3/2466 от 19.06.1944 г. переведена на штаты №№ 010/500-010/506:
- Управление бригады [штат № 010/500]
- 1-й отд. танковый батальон [штат № 010/501] - до 25.05.1944 - 280-й отд. танковый батальон
- 2-й отд. танковый батальон [штат № 010/501] - до 25.05.1944 - 281-й отд. танковый батальон
- 3-й отд. танковый батальон [штат № 010/501]
- Моторизованный батальон автоматчиков [штат № 010/502]
- Зенитно-пулемётная рота [штат № 010/503]
- Рота управления [штат № 010/504]
- Рота технического обеспечения [штат № 010/505]
- Медсанвзвод [штат № 010/506]

## Подчинение
Периоды вхождения в состав Действующей армии:
- с 09.02.1942 по 30.08.1943 года.
- с 30.10.1943 по 30.11.1943 года.
- с 21.03.1945 по 09.05.1945 года.

| Дата             | Фронт (округ)                      | Армия             | Корпус              | Дивизия | Бригада | Примечания |
| ---------------- | ---------------------------------- | ----------------- | ------------------- | ------- | ------- | ---------- |
| 01.11.1941 года  | Харьковский военный округ          |                   |                     |         |         |            |
| 01.12.1941 года  |                                    |                   |                     |         |         |            |
| 01.01.1942 года  | Приволжский военный округ          |                   |                     |         |         |            |
| 01.02.1942 года  | Приволжский военный округ          |                   |                     |         |         |            |
| 01.03.1942 года  | Московский военный округ           |                   |                     |         |         |            |
| 01.04.1942 года  | Московский военный округ           |                   |                     |         |         |            |
| 01.05.1942 года  | Западный фронт                     |                   | 5-й танковый корпус |         |         |            |
| 01.06.1942 года  | Западный фронт                     |                   | 5-й танковый корпус |         |         |            |
| 01.07.1942 года  | Западный фронт                     |                   | 5-й танковый корпус |         |         |            |
| 01.08.1942 года  | Западный фронт                     |                   | 5-й танковый корпус |         |         |            |
| 01.09.1942 года  | Западный фронт                     | 33-я армия        | 5-й танковый корпус |         |         |            |
| 01.10.1942 года  | Западный фронт                     |                   | 5-й танковый корпус |         |         |            |
| 01.11.1942 года  | Западный фронт                     |                   | 5-й танковый корпус |         |         |            |
| 01.12.1942 года  | Западный фронт                     | 4-я Ударная армия | 5-й танковый корпус |         |         |            |
| 01.01.1943 года  | Западный фронт                     | 4-я Ударная армия | 5-й танковый корпус |         |         |            |
| 01.02.1943 года  | Западный фронт                     | 4-я Ударная армия | 5-й танковый корпус |         |         |            |
| 01.03.1943 года  | Западный фронт                     |                   | 5-й танковый корпус |         |         |            |
| 01.04.1943 года  | Западный фронт                     |                   | 5-й танковый корпус |         |         |            |
| 01.05.1943 года  | Западный фронт                     |                   | 5-й танковый корпус |         |         |            |
| 01.06.1943 года  | Западный фронт                     |                   | 5-й танковый корпус |         |         |            |
| 01.07.1943 года  | Западный фронт                     |                   | 5-й танковый корпус |         |         |            |
| 01.08.1943 года  | Брянский фронт                     |                   | 5-й танковый корпус |         |         |            |
| 01.09.1943 года  | Московский военный округ           |                   | 5-й танковый корпус |         |         |            |
| 01.10.1943 года  | Московский военный округ           |                   | 5-й танковый корпус |         |         |            |
| 01.11.1943 года  | 2-й Прибалтийский фронт            |                   | 5-й танковый корпус |         |         |            |
| 01.12.1943 года  | 1-й Прибалтийский фронт            |                   | 5-й танковый корпус |         |         |            |
| 01.01.1944 года  | 1-й Прибалтийский фронт            |                   | 5-й танковый корпус |         |         |            |
| 01.02.1944 года  | 1-й Прибалтийский фронт            |                   | 5-й танковый корпус |         |         |            |
| 01.03.1944 года  | 1-й Прибалтийский фронт            |                   | 5-й танковый корпус |         |         |            |
| 01.04.1944 года  | 1-й Прибалтийский фронт            |                   | 5-й танковый корпус |         |         |            |
| 01.05.1944 года  | 1-й Прибалтийский фронт            |                   | 5-й танковый корпус |         |         |            |
| 01.06.1944 года  | 1-й Прибалтийский фронт            |                   | 5-й танковый корпус |         |         |            |
| 01.07.1944 года  | 1-й Прибалтийский фронт            |                   | 5-й танковый корпус |         |         |            |
| 01.08.1944 года  | 1-й Прибалтийский фронт            |                   | 5-й танковый корпус |         |         |            |
| 01.09.1944 года  | 1-й Прибалтийский фронт            |                   | 5-й танковый корпус |         |         |            |
| 01.10.1944 года  | 1-й Прибалтийский фронт            |                   | 5-й танковый корпус |         |         |            |
| 01.11.1944 года  | 1-й Прибалтийский фронт            |                   | 5-й танковый корпус |         |         |            |
| 01.12.1944 года  | Белорусский военный округ          |                   | 5-й танковый корпус |         |         |            |
| 01.01.1945 года. | Белорусско-Литовский военный округ |                   | 5-й танковый корпус |         |         |            |
| 01.02.1945 года. | Белорусско-Литовский военный округ |                   | 5-й танковый корпус |         |         |            |
| 01.03.1945 года. | Белорусско-Литовский военный округ |                   | 5-й танковый корпус |         |         |            |
| 01.04.1945 года. | РВГК                               |                   | 5-й танковый корпус |         |         |            |
| 01.05.1945 года. | РВГК                               |                   | 5-й танковый корпус |         |         |            |

## Командиры

### Командиры бригады
- Николаев Николай Петрович, подполковник (убыл на учёбу),09.12.1941 - 10.05.1943 года.[1]
- Алаев Семён Иванович, полковник (в августе 1943 снят с должности)11.05.1943 - 06.08.1943 года.[2]
- Тараканов Виктор Михайлович, подполковник, врид, 07.08.1943 - 10.09.1943 года.[3]
- Приходько Василий Ильич, подполковник,11.09.1943 - 23.11.1943 года.[4]
- Корчагин Пётр Иванович, полковник, ид, 24.11.1943 - 09.06.1944 года.
- Корчагин Пётр Иванович, полковник (17.08.1944 ранен), 09.06.1944 - 17.08.1944 года.[5]
- Граммаков Николай Григорьевич, подполковник (20.08.1944 ранен), врио, 18.08.1944 - 20.08.1944 года.[6]
- Копиенко Владимир Емельянович,полковник, 01.08.1944 - 31.10.1944 года.[7]
- Корчагин Пётр Иванович, полковник, 00.08.1944 - 10.06.1945 года.

### Начальники штаба бригады
- Клайн (Клейн) Григорий Григорьевич, подполковник, 00.11.1941 - 00.10.1942 года.[8]
- Хризолитов Анатолий Васильевич, подполковник, 19.10.1942 - 00.07.1943 года.[9]
- Шмаков Константин Никифорович, подполковник (19.07.1944 ранен - ОБД)
- Рершман Шима Шумулевич, подполковник. 00.07.1943 - 00.08.1943 года.[10]
- Белев Михаил Фёдорович, майор, 00.08.1943 - 10.06.1945 года.[11]

### Заместитель командира бригады по строевой части
- Алаев Семён Иванович, полковник, 28.01.1943 - 00.05.1943 года.
- Картавых Александр Иванович, майор, (30.07.1943 погиб в бою).19.07.1943 года.[12]

### Начальник политотдела, заместитель командира по политической части
- Шклярук, Андрей Васильевич полковой комиссар,00.11.1941 - 22.04.1942 года.
- Лысенко Николай Иванович, старший батальонный комиссар, с 06.12.1942 подполковник, 22.04.1942 - 16.06.1943 года
- Лысенко, Николай Иванович, батальон. комиссар, с 13.02.1942 ст. батальон. комиссар, 30.11.1941 - 22.04.1942 года.
- Сусин Алексей Федосеевич, ст. батальон. комиссар, 22.04.1942 - 06.10.1942 года.[13]
- Мохначев Алексей Федосеевич, ст. батальон. комиссар, с 06.12.1942 майор, 30.10.1942 - 16.06.1943 года.
- Лысенко Николай Иванович, подполковник (19.07.1944 ранен - ОБД)16.06.1943 - 28.07.1944 года.
- Лысюра Григорий Трофимович, подполковник, 28.07.1944 - 17.10.1944 года.[14]
- Лысенко, Николай Иванович, подполковник, с 06.01.1945 полковник, 17.10.1944 - 14.07.1945 года.

## Боевой путь

### 1942
С 3 мая 1942 г. в составе 5-го танкового корпуса выведена в резерв Западного фронта и сосредоточилась в районе Ерешено, Якшино, Ляхово.
С 15 августа 1942 г. в составе 5-го танкового корпуса в районе Ореховня вошла в оперативное подчинение 33-й армии, где была введена в прорыв в направлении г. Гжатск.
С 28 сентября 1942 г. в составе 5-го танкового корпуса выведена в резерв Западного фронта и сосредоточилась в районе Болдино для подготовки к боевым действиям.
С 4 декабря 1942 г. в составе 5-го танкового корпуса вошла в оперативное подчинение 20-й армии.
С 19 декабря 1942 г. в составе 5-го танкового корпуса выведена из подчинения 20-й армии в передана в резерв Западного фронта в район Бурцево.

### 1943
С 3 марта 1943 г. в составе 5-го танкового корпуса подчинена 16-й армии и сосредоточилась в районе Ново-Свет.
С 10 марта 1943 г. в составе 5-го танкового корпуса оперативно подчинена 49-й армии в вела боевые действия.
20 марта 1943 г. бригада передала мат/часть в 24-ю танковую бригаду и выведена в резерв корпуса.
С 30 марта 1943 г. в составе 5-го танкового корпуса выведена в резерв Западного фронта и убыла в район Сухиничи, где с 4 апреля 1943 г. производила доукомплектование.
С 11 июля 1943 г. в составе 5-го танкового корпуса оперативно подчинена 11-й гв. армии, где в качестве эшелона развития успеха вошла в прорыв и развивая успех 11-й гв. армии 20 июля 1943 г. вышла в район Столбчее.
С 23 по 27 июля 1943 г. бригада пополнялась мат/частью и занималась боевой подготовкой.
С 27 июля 1943 г. в составе 5-го танкового корпуса вошла в оперативное подчинение 4-й танковой армии Брянского фронта.
Директивой Ставки ВГК № 40101 от 08.08.1943 г. бригада в составе 5-го танкового корпуса передала боевую мат/часть 4-й танковой армии выведена в резерв Ставки ВГК. К 16 августа 1943 г. своим ходом прибыла в Тулу (Тульские ТВЛ) на доукомплектование.
С 25 октября 1943 г. в составе 5-го танкового корпуса передислоцирована из района Тулы в район Великие Луки и включена в состав 2-го Прибалтийского фронта. Директивой Ставки ВГК № 3024 от 11.11.1944 г. с 13 ноября 1943 г. в составе 5-го танкового корпуса включена в состав 4-й ударной армии 1-го Прибалтийского фронта

### 1944
С 1 марта 1944 г. оперативно подчинена 11-й гв. армии, а с 22 марта 1944 г. выведена в резерв фронта.
В период с 3 по 10 апреля 1944 г. в составе 5-го танкового корпуса передислоцирована из Района Невель в район ст. Сущево и поступила в оперативное подчинение 2-го Прибалтийского фронта.
С 13 апреля 1944 г. в составе 5-го танкового корпуса поступила в подчинение 1-й ударной армии, но боевые действия не вела из-за распутицы.
С 5 июля 1944 г. в составе 5-го танкового корпуса переброшена в район Дрисса, где переподчинена 4-й ударной армии.
К 17.30 21 июля бригада сосредоточилась на исходных позициях, имея в своём составе 3 танковых батальона. После короткой артподготовки в 18.20 бригада, атаковав противника, в 19.15 прорвала передний край его обороны, развивая успех и выйдя к Петронауки, повернула на юго-запад и перерезала шоссе Комбули – Краслава. Затем, продолжая развивать успех, в 6.30 22 июля овладела Лейкуми и к 9.30 перерезала шоссе Двинск – Резекне.
По-прежнему продолжая выполнять поставленную задачу, от бригады была выделена боевая группа (4 танка, усиленных сапёрами и автоматчиками) с задачей перехватить ж/д магистраль Двинск – Резекне и удерживать её до подхода главных сил бригады. Однако, в пути следования к месту выполнения задачи группа подверглась активному воздействию авиации противника, уничтожившей танки этой группы. Такому же налёту подверглись танки, расположенные на шоссе в районе Малиново.
Остальные танки в течение утра 23 июля использовались в засадах по западной и сев. – зап. опушки леса сев. – зап. Дербаки, продолжая удерживать участок шоссе Двинск – Резекне, севернее Малиново, уничтожили 3 самоходных орудия, батарею ПТО, батарею дальнобойных орудий, до батальона пехоты противника, и 2 обоза с военным имуществом.
В период этих боёв, начиная с прорыва переднего края противника, бригада потеряла сожжёнными 10 танков и подбитыми 2 танка.
С 29 июля 1944 г. в составе 5-го танкового корпуса выведена в резерв 2-го Прибалтийского фронта в район г. Ливаны (Латвия).
С 5 августа 1944 г. бригада в составе 5-го танкового корпуса в Крутспильском направлении в полосе 22-й армии с целью отрезать пути отхода противнику на север и северо-запад.
С 8 августа 1944 г. бригада в составе 5-го танкового корпуса выведена в резерв 2-го Прибалтийского фронта.
С 13 августа 1944 г. бригада в составе 5-го танкового корпуса вела боевые действия в полосе 3-й ударной армии.
С 23 августа 1944 г. бригада в составе 5-го танкового корпуса выведена в резерв 2-го Прибалтийского фронта.
С 14 сентября 1944 г. бригада в составе 5-го танкового корпуса вела боевые действия в полосе 3-й ударной армии, с 22 сентября 1944 г. в полосе 42-й армии. С
6 октября 1944 г. совместно с частями 10-й гв. армии, с 20 октября 1944 г. в полосе 42-й армии, с 24 октября 1944 г. в полосе 10-й гв. армии.
С 6 ноября 1944 г. бригада в составе 5-го танкового корпуса выведена в резерв 2-го Прибалтийского фронта.
С 14 ноября 1944 г. бригада в составе 5-го танкового корпуса выведена в резерв Ставки ВГК. С 27 ноября по 17 декабря 1944 г. переброшена в района Митавы в район Минска.
.

### 1945
С 14 марта по 25 марта 1945 г. из Минска переброшена в район Познани (Польша), где к 31 марта 1945 г. оставалась в резерве Ставки ВГК

## Отличившиеся воины
| Награда | Фамилия Имя Отчество           | Дата Указа | Должность                                                | Звание  | Примечания |
| ------- | ------------------------------ | ---------- | -------------------------------------------------------- | ------- | ---------- |
|         | Мороз, Иван Николаевич         | 24.03.1945 | командир 3-го танкового батальона 41-й танковой бригады. | капитан |            |
|         | Орловский, Константин Иванович | 24.03.1945 | командир 1-го танкового батальона 41-й танковой бригады. | капитан |            |

## Награды и наименования
| Награда (наименование) | Дата награждения                            | За что получена |
| ---------------------- | ------------------------------------------- | --- |
| Орден Красного Знамени | Указ Президиума ВС СССР от 09.08.1944 года. | За образцовое выполнение заданий командования в боях с немецкими захватчиками, за овладение городами Даугавпилс (Двинск) и Резекне (Режица)и проявленные при этом доблесть и мужество |